# 锡涅
锡涅（法語：Signes，法語發音：[siɲ]）是法国普罗旺斯-阿尔卑斯-蓝色海岸大区瓦尔省的一个市镇，属于土伦区。

## 地理
锡涅（43°17'29"N, 5°51'46"E）面积133.1 平方千米，位于法国普罗旺斯-阿尔卑斯-蓝色海岸大区瓦尔省，该省份为法国东南部沿海省份，北起上普罗旺斯阿尔卑斯省，西北角与沃克吕兹省接壤，西接罗讷河口省，南濒地中海，东临滨海阿尔卑斯省。
与锡涅接壤的市镇（或旧市镇、城区）包括：屈日莱潘、勒博塞、勒卡斯特莱、埃沃诺斯、马佐格、梅乌讷莱蒙里约、普朗多普斯圣博姆、里布、拉罗克布吕萨讷、索列斯图卡斯。

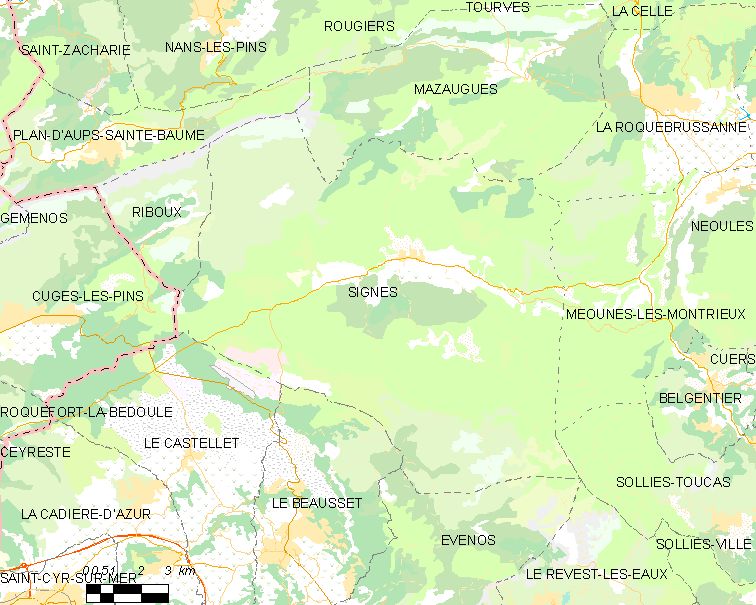
锡涅的OSM定位图

锡涅的时区为UTC+01:00、UTC+02:00（夏令时）。

## 行政
锡涅的邮政编码为83870，INSEE市镇编码为83127。

## 政治
锡涅所属的省级选区为滨海圣西尔县。

## 人口

1962-2008年间锡涅人口变化图示

锡涅于2022年1月1日时的人口数量为3126人。